# Venus (film 2006)
Venus  è un film del 2006 diretto da Roger Michell e interpretato da Peter O'Toole.

## Riconoscimenti
- British Independent Film Awards 2006
  - Miglior attore/attrice non protagonista (Leslie Phillips)
- 2007 - Premio Oscar
  - Nomination Miglior attore protagonista a Peter O'Toole